# Houplines Communal Cemetery Extension
Houplines Communal Cemetery Extension is een Britse militaire begraafplaats met gesneuvelden uit de Eerste Wereldoorlog, gelegen in de Franse gemeente Houplines in het Noorderdepartement. De begraafplaats ligt naast de gemeentelijke begraafplaats op 700 m ten oosten van het centrum van Houplines (gemeentehuis). Ze werd ontworpen door Herbert Baker en wordt onderhouden door de Commonwealth War Graves Commission. Het terrein heeft een smal rechthoekig grondplan met een oppervlakte van 2.589 m² en is omgeven door een natuurstenen muur. Aan de straatkant staan in de linkse en rechtse hoek een schuilhuisje met tentdak. Centraal vooraan staat de Stone of Remembrance en centraal achteraan het Cross of Sacrifice. 
Er worden 533 gesneuvelden herdacht, waarvan 68 niet geïdentificeerd konden worden.

## Geschiedenis
Houplines lag het grootste deel van de oorlog in geallieerd gebied, vlak bij het front. De gemeente telde tijdens de oorlog vier militaire begraafplaatsen. De begraafplaats werd in oktober 1914 begonnen als Houplines New Military Cemetery en bleef tot januari 1916 in gebruik. In het voorjaar van 1918 viel het gebied bij het Duitse lenteoffensief nog even in hun handen. Na de oorlog werden de oorlogsgraven in Houplines gegroepeerd en behield men twee begraafplaatsen. Naast de Ferme Buterne Military Cemetery bleef ook deze begraafplaats behouden. De begraafplaats werd uitgebreid met graven die werden overgebracht uit de omliggende slagvelden en andere begraafplaatsen. De ontruimde begraafplaatsen waren Ferme Philippeaux British Cemetery, de gemeentelijke begraafplaats (Houplines Communal Cemetery) zelf en Houplines Old Military Cemetery in Houplines en Rue-Marle Cemetery in La Chapelle-d'Armentières. Op de begraafplaats werd later ook een gesneuvelde uit de Tweede Wereldoorlog begraven.
Er liggen 525 Britten, 4 Canadezen, 1 Australiër en 3 Nieuw-Zeelanders begraven. Vier Britten worden herdacht met Special Memorials omdat hun graven niet meer gelokaliseerd konden worden en men aanneemt dat ze zich onder de naamloze graven bevinden. Een andere Brit wordt ook herdacht met een Special Memorial, omdat hij oorspronkelijk begraven lag in Houplines Old Military Cemetery, maar zijn graf werd er niet teruggevonden.  

## Graven

### Onderscheiden militair
- W.W. Fitch, sergeant bij het Lincolnshire Regiment werd onderscheiden met de Distinguished Conduct Medal (DCM).

### Minderjarige militairen
- soldaat William Hall van de Northumberland Fusiliers was slechts 16 jaar toen hij sneuvelde.
- schutter Walter W. Shephard en de soldaten James F. Hicks, S. Heap en Thomas L. Crowe waren 17 jaar toen ze sneuvelden.